# Rudolf Serkin
Rudolf Serkin (28 de março de 1903 - 8 de maio de 1991) foi um pianista, concertista, e professor austríaco, considerado como um dos maiores especialistas na obra pianística de Beethoven.

## Biografia
Rudolf Serkin nasceu em Eger, no Reino da Boémia, então Império Austro-Húngaro (atual República Checa). Como desde cedo demonstrou muito talento, foi considerado como criança prodígio e mandado para Viena aos nove anos, onde estudou piano com Richard Robert e composição com Joseph Marx, fazendo sua estreia pública com a Orquestra Filarmônica de Viena aos doze anos de idade. De 1918 até 1920 estudou composição com Arnold Schoenberg e participou ativamente da sociedade criada por Schoenberg para apresentações privadas de música. Começou a sua carreira em concertos em 1920, vivendo em Berlim com o violinista alemão Adolf Busch e sua família, que incluía a filha do casal de três anos de idade, Irene, com quem Serkin casou quinze anos mais tarde.
Na década de 1920 e no início da década de 1930 Serkin apresentou-se na Europa como solista com o Quarteto Busch. Com o crescimento da popularidade de Hitler na Alemanha, em 1933 Serkin e os Busch (a família não era judia mas estava radicalmente contra o regime nazista) saíram de Berlim para Basileia, na Suiça.
Em 1933 Serkin fez a sua estreia nos Estados Unidos, no Festival Coolidge em Vienna, na Virgínia, onde se apresentou com Adolf Busch. Em 1936 ele começou sua carreira como solista com a Orquestra Filarmônica de Nova Iorque, sob direção de Arturo Toscanini. Os críticos receberam-no com entusiasmo, chamando o pianista de "um artista de talento impressionante, fora do comum quem possui uma técnica cristalina, bastante força e pureza tonal".  Em 1937, tocou seu primeiro recital em Nova Iorque no Carnegie Hall.
Logo depois do inicio da Segunda Guerra Mundial, em 1939, os Serkin e os Busch emigraram para os Estados Unidos onde Serkin foi professor de varias gerações de pianistas no Instituto Curtis de Música em Filadélfia.  Serviu com diretor do instituto de 1968 a 1976, morando com sua família primeiro em Nova York e depois em Filadélfia, alem de viver numa fazenda de gado leiteiro em Guilford, no Vermont.
Em 1951, Serkin e Adolf Busch fundaram a Escola de Música Marlboro, no Estado de Vermont e o Festival, perto de Brattleboro para estimular interesse na apresentação de música de câmara nos Estados Unidos.  Entre as décadas de 1940 e 1980 ele fez muitas gravações, principalmente para o selo Columbia, incluindo uma para RCA Victor do Concerto n.º 4 para Piano e Orquestra de Beethoven com a Orquestra Sinfónica da NBC dirigida por Arturo Toscanini. Serkin foi admirador da música de Max Reger, compositor que descobriu enquanto trabalhava com Adolf Busch. Em 1959, Serkin foi o primeiro pianista nos Estados Unidos de gravar o Concerto para Piano, Op.114 de Reger, com Eugene Ormandy e a Orquestra de Filadélfia.
Serkin foi condecorado com a Medalha Presidencial da Liberdade em 1963, e em março de 1972 marcou a sua centésima apresentação com a Orquestra Filarmónica de Nova Iorque tocando o Concerto para piano em ré menor, Op.15 de Brahms. Os membros da orquestra e a direção o declarou Membro Honorário da Sociedade Sinfónica de Nova Iorque, uma homenagem recebida por Aaron Copland, Ígor Stravinsky e Paul Hindemith.
Reconhecidamente entre os principais interpretes de Beethoven no século XX, foi um "músico dos músicos", uma figura paterna para inúmeros jovens músicos que frequentaram a Escola e Festival de Marlboro e um pianista de extraordinária integridade.  Continuou a viajar pelo mundo, a tocar e a gravar, até 1989. Morreu de câncer com 88 anos, em 8 de maio de 1991, na sua fazenda em Guilford, Vermont.
Ele e Irene tiveram sete filhos (um morreu na infância), incluindo o pianista Peter Serkin e a violoncelista Judith Serkin. Eles também tiveram quinze netos. Irene Busch morreu em 1998.

## Prémios e distinções
- Medalha Presidencial da Liberdade (1963)
- Prémio Ernst von Siemens (1978)
- Prémio Kennedy (1981)
- Grammy de Melhor Interpretação de Música de Câmara – Mstislav Rostropovich e Rudolf Serkin para a Sonata para Violoncelo n.º 1 e Sonata para Violoncelo n.º 2 de Brahms, em (1984)
- Medalha Nacional das Artes (1988)